# 罗登贤
罗登贤（1905年—1933年8月29日），原名罗光、罗举，化名光生、达平、何永生。广东省南海县南庄镇紫洞隔巷村人，中国共产党早期领导人。
早年担任香港太古船厂钳工，后组织参加省港工人大罢工。1927年，参加广州暴动。1925年春，加入中国共产党。1928年，担任中共江苏省委书记。1930年，任中共广东省委书记。1931年，当选中华苏维埃共和国中央工农民主政府委员、中共满洲省委书记。1933年，因王云程出卖，被逮捕后在南京雨花台被枪决。